# فوزي المزداوي
فوزي المزداوي فنان ليبي ومطرب شعبي مواليد 1969م وهو من سكان منطقة أبو سليم بطرابلس ويرجع أصله إلى مدينة مزدة.

## بدايته
بدأ فوزي المزداوي الغناء منتصف الثمانينيات عندما كان يبلغ من العمر 15 عاما، وغنى مع العديد من الفنانين المعروفين في فترة الثمانينيات والتسعينيات. وأعاد غناء الكثير من الأغاني التراثية والشعبية القديمة والتي غناها فنانون قدامى.